# 대한민국 민법 제52조의2
대한민국 민법 제52조의2는 직무집행정지 등 가처분의 등기에 대한 민법총칙 조문이다. 본 조문은 2001년 12월 29일에 신설되었다.

## 조문
제52조의2(직무집행정지 등 가처분의 등기)  이사의 직무집행을 정지하거나 직무대행자를 선임하는 가처분을 하거나 그 가처분을 변경·취소하는 경우에는 주사무소와 분사무소가 있는 곳의 등기소에서 이를 등기하여야 한다.

## 판례
- 판례는 법원에 의하여 선임된 조합임원 직무대행자가 구 도시 및 주거환경정비법 제86조 제6호, 제81조 제1항 위반죄의 범행주체인 조합임원에 해당하는지 여부에 대해 법원은 가처분명령에 의하여 조합임원의 직무대행자를 선임할 수 있다고 판시하였다.[1]

## 참고 문헌
- 오현수, 일본민법, 진원사, 2014. ISBN 978-89-6346-345-2
- 오세경, 대법전, 법전출판사, 2014 ISBN 978-89-262-1027-7
- 이준현, LOGOS 민법 조문판례집, 미래가치, 2015. ISBN 979-1-155-02086-9

## 같이 보기
- 대한민국 민법 제60조의2